# Видеомаркетинг
Видеомаркетинг (лат. video — вижу + англ. marketing — торговля на рынке, стимулирование продаж) — деятельность по воздействию на потребительский спрос в сфере продажи товаров и услуг. Включает набор подходов, приемов и мероприятий для продвижения товаров и услуг на основе использования видеоматериалов.
Начал бурно развиваться в 2000-е годы, в связи с резким возрастанием скорости интернет-каналов, по которым стало легко передавать видеоинформацию. Его развитию способствовало также появление бесплатных видеохостингов, в первую очередь, YouTube, Wistia, Vimeo и др.
Специфика видеомаркетинга состоит в том, что создание его материалов с одной стороны основано на технике кинопроизводства — операторской и монтажной работе, выборе точек съемки, средних и крупных планов, длительности сцен, аудиосопровождения, с другой стороны, тесно связана с методами и техникой поисковой оптимизации: выбором удачных заголовков и описаний, поиском релевантных ключевых запросов и т. п.

## Виды видеомаркетинга
- Телевизионная реклама
- Видеореклама в Интернете
- Видеопрезентации (эксплейнеры)
- Размещение клипов на видеохостингах
- Размещение видеоматериалов на коммерческих сайтах
- Прямая трансляция (стрим)
- Реклама в Indoor TV
- Видеописьмо
- Видеоблоги
- Социальные сети
- Проведение вебинаров
- Видеовизитка
- Видеообзор товара или услуги
- Корпоративный видеожурнал